# Warcraft III: Reign of Chaos
Warcraft III: Reign of Chaos (укр. Воєнне ремесло III: Царство хаосу) — відеогра жанру стратегії в реальному часі. Гру було випущено компанією Blizzard Entertainment при підтримці Vivendi Universal 3 липня 2002 року у США. Це друге продовження серії Warcraft, попередні частини мали назви Warcraft: Orcs & Humans та Warcraft II: Tides of Darkness і його доповнення  — Warcraft II: Beyond the Dark Portal. Пакет розширення, The Frozen Throne, у якому відбувається продовження сюжетної лінії, було випущено 1 липня 2003 року.
В грі є чотири ігрові раси зі своїми унікальними здібностями: люди і орки, які раніше з'явилися в Warcraft: Orcs & Humans і Warcraft II: Tides of Darkness. Нічні ельфи і немертві стали новими у міфології Warcraft. У розширенні є дві додаткових раси, доступні лише в режимі кампанії: дренеї (англ. Draenei) — частина раси ередарів, яка не підкорилася скверні палого титана Сарґераса (англ. Sargeras) і після довгих поневірянь опинилась на батьківщині орків і наги (англ. Naga), раса змій та інших змієподібних істот з глибин моря та повітря, які правляться Ілліданом.
Багатокористувацький режим дозволяє грати проти інших людей, через інтернет, за допомогою платформи Battle.net та локальних мереж, з яких особливою популярність користувались Tunngle, Garena, Hamachi, а не лише проти комп'ютерних супротивників, як це робиться в ігровому режимі для одного користувача.
У зв'язку з тим, що у грі є сюжетні лінії з попередніх ігор серії Warcraft, історія може бути зрозуміла повністю тільки якщо гравець бачив сюжети і попередніх ігор, хоча сюжет кожної частини самодостатній.

## Ігровий процес

Ігровий процес Warcraft III: напад на базу противника

### Основи
Ігровий процес Warcraft III: Reign of Chaos відбувається на прямокутних місцевостях (картах) різного розміру з розміщеними на них елементами ландшафту, оточення. Залежно від налаштувань, карти від початку гри повністю відкриті для огляду, але не показується жодних змін, зроблених кріпами (англ. creeps, вороже налаштованими істотами нейтральної належності) або противником; чи покриті темрявою (туманом війни), яка розсіюється навколо будівель і військ гравця, імітуючи їхнє поле зору. Місця, де війська були раніше, залишаються видимими, але на них не показується жодних змін, зроблених не союзником. Гравці повинні створювати поселення (бази), добувати ресурси, захищатися від противників, і створювати підрозділи для вивчення карти та виконання поставленого завдання, найчастіше знищення ворожого поселення. Є три типи основних ресурсів: золото, деревина, і їжа. Перші два використовуються для будівництва побудов та створення юнітів, у той час як їжа обмежує максимальну кількість підконтрольних гравцеві одиниць. Максимальне обмеження — 90 пунктів, але це число можна змінити за допомогою редактора карт, до 300.
Одні будівлі відкривають доступ до інших і дають певні вдосконалення. Деякі з них діють одразу на багатьох юнітів, такі як вдосконалена зброя чи броня.
Крім сторони противника на картах зустрічаються й охоронці золотих рудників та нейтральних будівель  — «кріпи». Warcraft III також має цикл зміни дня/ночі. Вночі зменшується видимість і змінюється поведінка деяких істот.
Якщо попередні ігри серії не надавали суттєвих відмінностей між сторонами, то у Warcraft III сторони мають різні набори споруд, військ і технологій. На додачу до людей і орків з'явилися Нічні ельфи та немертві.
Крім того, у Warcraft III з'явилися нові потужні одиниці  — герої. За знищені ворожі юніти герої отримують очки досвіду, які дозволяють розвиватися за рівнями (максимальний 10), збільшуючи свої параметри, а також отримати нові варіанти заклинань. Деякі здібності героїв розповсюджуються на навколишніх юнітів. Такі здібності називаються аурами.
Гра підтримує чит-коди, що дають змогу, наприклад, моментально отримати додаткові ресурси або інші переваги. Їх список опублікований на вебсайті classic.battle.net.

### Багатокористувацький режим
В багатокористувацькому режимі, на відміну від кампанії, єдиною ціллю є просто знищити противника. Warcraft III стала другою в серії Warcraft, яка підтримує гру через Інтернет на сервері Battle.net для авторизованих власників ліцензійних копій гри. Battle.net використовує поділ світу на зони, що умовно відповідають всесвітові Warcraft: Північну Америку (Азерот), Південну Америку (Лордерон), Азію (Калімдор) і Європу (Нортренд).
Гра сама вибирає сервер, однак якщо є бажання можна вибрати будь-який. Всі ігри поділяються на рейтингові та користувацькі. В рейтингових передбачена система автоматичного пошуку противників, відповідно до рівня гравця або команди гравців. Рівень гравця/команди підраховується за кількістю набраних очок в попередніх іграх та може як підвищитися (максимум до 50-го), так і понизитися. Мінімальна кількість гравців у команді — 2, а максимальна — 4.
Користувацькі ігри не впливають на рейтинг і відбуваються без підрахунків статистики, яка на що-небудь впливає. Гравець може змагатися як проти комп'ютера, так і проти інших гравців. Warcraft III дозволяє створювати записи гри на її рушієві, які потім можна завантажити і переглянути іншим гравцям.

## Кампанії
Режим кампанії Warcraft III поділений на п'ять кампаній: 2 за орків, 1 за людей, 1 за немертвих та 1 за Нічних ельфів. Кожна кампанія розділена на глави. Впродовж гри за кожну расу, гравець зберігає контроль над одним або кількома героями, які повільно набирають досвід і розвиваються за рівнями. Накопичений досвід переноситься у наступні місії, дозволяючи герою рости протягом всієї кампанії.

## Сюжет
Вихід Орди (англ. Exodus of the Horde) — навчальна кампанія, що складається з двох місій  — в першій гравець ознайомлюється з управлінням армією та інтерфейсом гри, у другій — управлінням базою. В демо-версії гри та доповненні The Frozen Throne є три додаткові місії, що продовжують цю кампанію.
Героєм гравця виступає молодий вождь орків Тралл (англ. Thrall). Тралл бачить дивні сни, наслані пророком, якого скоро зустрічає і насправді. Пророк говорить, що Тралл повинен повести орчу Орду через море до земель Калімдора, єдиного місця, де він зможе протистояти демонам Палкого Легіону (англ. Burning Legion), що повертаються у світ. Тралл відчуває, що пророк каже правду і починає готувати війська до подорожі. Орки захоплюють людські кораблі й звільняють з ув'язнення бойового побратима Тралла, Громмаша Пекельного Крика (англ. Grommash Hellscream), та інших воїнів, після чого вирушають на захід, в Калімдор.
Падіння Лордерону (англ. The Scourge of Lordaeron) — кампанія Альянсу. Пророк прибуває до людей з тою самою звісткою  — вони повинні вирушити в Калімдор, але його проганяють. Тим часом землями королівства Лордерон (англ. Lordaeron) шириться чума і загрожують орки. Молодий принц Артес Менетіл (англ. Arthas Menethil) разом з паладином Утером Світлоносним (англ. Uther the Lightbringer) йдуть боронити свої володіння від орків. Артес зустрічається з чарівницею Джайною (англ. Jaina), з якою йде розслідувати поширення чуми та стикаються з немертвими. Біля села Харглен Артас і Джайна зустрічають некроманта Кел'Тузада (англ. Kel'Thuzad), який і поширює магічну чуму через зерно. Артес вбиває некроманта. Після цього йому знову з'являється пророк, тільки тепер Джайна послухалася пророка, а Артес ні. Після смерті Кел'Тузада Артес іде в Харглен, і виявляє, що отруєне зерно вже розвезли іншими селами. Він прямує до міста Стратхольм, і, побачивши, що чума перетворює мешканців на зомбі, вирішує стерти місто з лиця землі. Утер і Джайна відмовляються воювати разом з ним та вбивати мирних жителів.
В той час, Джайні знову приходить пророк, з своїм нагадуванням, що вона повинна зібрати людей та іти в Калімдор, а також не хвилюватися про Артеса, бо його в Нортренді чекає тільки смерть.
Артес знаходить демона Мал'Ганіса (англ. Mal'Ganis), що стоїть за цим всім. Принц женеться за ним на материк Нортренд через море. Тим часом пророк наказує Джайні плисти на захід. Зустрівшись з вождем гномів Мурадіном Бронзобородим (англ. Muradin Bronzebeard), Артес знищує табір немертвих, але Мал'Ганіса там не було. Тим часом прибуває посол з Лордерона, який передає наказ короля повернуться додому. Оскільки шлях до кораблів тепер відрізаний ворогами, частина військ Артеса беруться прорубувати дорогу через ліс. Але Артес наказує спалити кораблі, щоб ніхто не покинув його до знищення Мал'Ганіса, поклавши провину на найманців. Війська опиняються в оточенні, Артес і Мурадін заради перемоги знаходять меч Крижана скорбота (або Кригоскорб) (англ. Frostmourne).
Однак, меч проклятий, що все ж не зупиняє Артеса. Принц здобуває перемогу і вбиває Мал'Ганіса, після чого йде додому за нагородою, та проклятий меч робить його безумцем. Повернувшись в Лордерон, він вбиває свого батька та обіцяє знищити Лордерон, створивши на руїнах новий порядок, де правитимуть немертві.
Шлях проклятих (англ. Path of the Damned) — кампанія немертвих. Артес, ставши Лицарем Смерті, отримує завдання від повелителя жаху Тікондруса відродити Культ Проклятих і воскресити Кел'Тузада. Той, хоч і мертвий, дає пораду принцові. Артес вирушає до міста, руйнуючи ельфійську оборону, оскільки лише силою розташованого там Сонячного Джерела можна відродити некроманта. Під час наступу на ельфійські землі Артес зустрічає ельфійську армію під проводом Сільвани Вітрокрилої, але знищує її, а Сільвану перетворює в баньші-рабиню.
Кел'Тузад перероджується в ліча і наодинці розповідає Артесу про Палкий Легіон і його план захоплення світу. Немертві тільки знищували найсильніших ворогів демонів. Тепер потрібно знайти в землях орків ворота, крізь які демони увійдуть в цей світ. Дійшовши туди, Артес і Кел'Тузед прикликають демона Архімонда (англ. Archimonde), який дає завдання знайти чаклунський фоліант, аби він міг вийти з воріт. Та книгу охороняють маги на чолі з Антонідасом (англ. Antonidas). Немертві вбивають Антонідаса і відбирає фоліант. Поки Кел'Тузед проводить потрібний ритуал, Артес охороняє його. Архімонд прибуває та знищує місто магів. Артес думає, що немертві тепер непотрібні, Кел'Тузед же обіцяє, що все відбувається за планом Короля Мертвих і Артес ще зіграє свою роль.
Вторгнення на Калімдор (англ. The Invasion of Kalimdor) — кампанія Орди. Орки на чолі з Траллом прибувають до берегів Калімдора, але губляться через бурю. Вождь іде збирати війська. Він зустрічає вождя мінотаврів, Керна Кривавого Рога, якому надокучають кентаври. Тралл допомагає йому захистити село від кентаврів і захищає від них караван. Керн за це розповідає Траллу про оракула, який розповість майбутнє, і де його шукати. По дорозі він зустрічає Грома Пекельного Крика, який натрапив на загін людей. Розвідники доносять, що люди зайняли весь шлях і Тралл наймає дирижаблі гоблінів, щоб дістатися до оракула. Демони ж дізнаються, що орки вже в Калімдорі, та планують їх використати.
Тралл наказує Грому будувати табір, а сам вирушає на пошуки оракула. Гром береться рубати ліс для будівництва, однак, це пробуджує стародавнього напівбога Нічних ельфів, Кенаріуса (англ. Cenarius), який у відповідь знищує більшу частину табору. Демон Маннорот (англ. Mannoroth) приходить в цей ліс, який давно не міг завоювати, і наповнює водойму своєю кров'ю. Орки, відчувши силу, пробують воду і стають набагато сильнішими та кровожерливішими, завдяки чому вбивають Кенаріуса. До них виходить Маннорот і повідомляє, що орки, скуштувавши крові, опинилися під його владою.
Тралл і Керн тим часом прибули до оракула, але на заваді стають люди. Орки, заручившись підтримкою віверн, справляються з людьми і потрапляють в печеру, де зустрічаються з оракулом. Ним виявляється пророк зі снів Тралла  — Медив (англ. Medivh). Він пояснює, що привів вцілілих людей і орків сюди. Тралл на це запитує, що означає «вцілілих» і пророк повідомляє про захоплення Лордерону Палким Легіоном та поневолення розуму Грома Пекельного Крика разом з усім його кланом. Тепер демони йдуть в Калімдор. Єдиний спосіб здолати ворога  — об'єднати всі раси Азерота. Тралл і Джайна погоджуються з цим, укладаючи союз. Щоб звільнити Грома, доводиться битися з його кланом. Коли розум Грома прояснюється, він вирушає з Траллом на бій проти Маннороха помститися йому. Демона перемагають, прокляття спадає з клану Грома, але сам Гром при цьому гине.
Кінець вічности (англ. Eternity's End) — кампанія Нічних ельфів. Ельфи остерігаються об'єднання Орків з людьми, але натомість зазнають атаки немертвих і демонів. Верховна жриця Місяця Тиранда (англ. Tyrande) бачить вихід в тому, щоб розбудити друїдів. Зробити це можна тільки священним рогом, на пошуки якого і вирушає Тиранда. Першим вона пробуджує верховного друїда та її коханого Малфуріона Лють Бурі (англ. Malfurion Stormrage), в компанії якого визволяє з печер його брата Іллідана (англ. Illidan), ув'язненого там за давні злочини.
Іллідан вирішує довести всім, що, попри побоювання, не становить небезпеки. В лісі він стикається з Артесом, який розповідає, що демони володіють черепом Гул'дана, який поширює розтління землями Нічних ельфів. Володареві Артеса вигідна поразка Палкого Легіону, а Іллідан звільнить ліси. Іллідан розшукує череп та відбиває його в ворогів, але вирішує не знищувати, а заволодіти силою артефакта. Він перетворюється на чудовисько, зате вбиває Тікондруса — праву руку верховного демона Архімонда. За це його осуджують інші Нічні ельфи і відправляють у вигнання.
Архімонд та його армія наближається, люди, орки та ельфи збираються біля Світового Дерева, яке дає ельфам владу над природою і безсмертя. Ельфи вирішують, що прийшов час «віддати борг» дереву та влаштовують там пастку для ворогів, поки сили Альянсу та Орди стримують атаки демонів. Розгромивши війська людей, орків і ельфів Архімонд пробивається до Світового дерева, щоб ввібрати в себе його силу, але піддається атаці з боку Духів дерева, які знищують його і Палкий Легіон, випалюючи все навколо. Дерево з часом відновлюється, а ельфи, які тепер стали смертними, люди, і орки, уклавши союз, починають нове життя в Калімдорі. Пророк спостерігає за цим, промовляючи, що світ тепер врятований, а історії боротьби зі злом стануть легендами.

## Розробка
Гру було анонсовано European Computer Trade Show у 1999 році як стратегію в реальному часі з рольовими елементами (RPS, Role-Playing Strategy), під назвою Warcraft III. Повідомлялося про повністю тривимірну графіку та 6 ігрових рас, з-поміж яких люди, орки і демони. Наступного року, 2000-го, розробники розкрили, що однією з рас будуть немертві. Стало відомо про основу сюжету у вигляді боротьби проти демонів Палкого Легіону. У червні того ж року в інтерв'ю для журналу GameSpot Роб Пардо повідомив, що гра закінчена на 30 % і з неї було видалено одну расу. Датою випуску називалося орієнтовано друге півріччя 2002 року, оскільки тоді Blizzard також працювали над Diablo II. На виставці MacWorld Expo в липні 2000 року Blizzard оголосила, що гра буде випущена і для Macintosh. В грудні 2000 року стала відома остання ігрова раса — Нічні ельфи. Розробники повідомили, що придумали її нещодавно і відштовхувалися від класичного образу темних ельфів у фентезі.
Остаточна назва гри як Warcraft III: Reign of Chaos стала відома 1 лютого 2001. Тоді ж стало відомо, що кількість грабельних рас скоротиться до чотирьох. Ними стали Альянс, Орда, нічні ельфи і немертві.
З 7 січня по 8 лютого 2002 року відбувся набір бета-тестерів. Було відібрано близько 5000 чоловік. Фінальна версія вийшла 3 липня 2002 року і впродовж місяця розійшлася тиражем понад 1 млн копій.
На початку листопада 2018 року було анонсовано перевидання гри під назвою Warcraft III: Reforged. Воно осучаснить Warcraft III якіснішою графікою та інтеграцією з сервісом Battle.net.

## Редактор карт
World Editor — головна програма-редактор для створення та редагування власних карт, роликів, кампаній, юнітів, рас, вмінь, навіть фільмів, зроблений на основі редактора карт для гри StarCraft  — StarEdit. В обох використовується мова програмування JASS, створена компанією Blizzard. Ліцензія на редактор додається до гри, однак він не підтримується компанією, а співробітники Blizzard не відповідають на питання про редактор.

## Оцінки й відгуки

### Критика
| Агрегатор    | Оцінка                |
| ------------ | --------------------- |
| GameRankings | 93,02 % (53 reviews)  |
| Metacritic   | 94 / 100 (40 reviews) |

| Видання        | Оцінка   |
| -------------- | -------- |
| GamePro        | 5 / 5    |
| GameSpot       | 9.3 / 10 |
| IGN            | 9.3 / 10 |
| PC Gamer (США) | 94%      |

Warcraft III отримала схвалення критиків, гра зібрала середню оцінку в 93,02 % на агрегаторі GameRankings, та 94 / 100 на Metacritic з поміткою «Загальне визнання». В той час як GamePro зазначили, що «WarCraft III не принесла нічого нового в жанр RTS», вони похвалили Blizzard за створення гри з «добре опрацьованою історією, насиченим ігровим процесом та захопливим мультиплеєром». GameSpot сказали, що, як і з StarCraft, здатність відчувати дію з усіх боків «є дуже хвилюючою». Оглядач також відзначив, що Warcraft III робить ранні місії гри цікавішим і менш формальними; в більшості RTS, зазначив він, «період ознайомлення в таких іграх є лише гонитвою за отриманням кращих юнітів». Більшість оглядачів зауважили, що Blizzard нарешті висвітлили історію перших двох ігор серії Warcraft, врешті пояснивши мотивації кожної зі сторін і давши їм відмінності, окрім косметичних. IGN відзначили «Тут немає тон чогось нового, що вдосконалило б RTS, проте вона [гра] виконана так добре, що ви цього не помітите і не перейматиметесь».
Водночас критики вказали, що моделі персонажів мають посередню якість, особливо якщо порівнювати з відеовставками.

### Нагороди
- Найкраща відеогра жанру стратегії (Academy of Interactive Arts and Sciences)
- Найкраща гра року для ПК жанру стратегії (GameNOW, Game Revolution, Telefragged, GameSpot (вибір читачів))
- Гра року (Gamespot, Macworld, Fragland, Cinescape, Gaming Illustrated)
- Найкращий вступний відеоролик до гри (IGN)
- Найкращий відеоролик до відеогри (Gamespy's Best of E3 2002 Awards)
- Найкраща відеозаставка (Game Chronicles)[22]

## Warcraft III: Reforged
На BlizzCon 2018 (2 листопада) Blizzard анонсували ремастер Warcraft III і доповнення The Frozen Throne під назвою Warcraft III: Reforged з новими моделями персонажів та текстурами. Датою виходу передбачався грудень 2019, але згодом дата змістилася на 28 січня 2020 року. Хоча розробником вказувалася Blizzard при підтримці малазійської студії Lemon Sky, значна частина ремастера виконувалася саме останньою. Віцепрезидент Blizzard Джефф Чемберлен повідомив, що в грі буде оновлено озвучення, а відеовставки будуть перероблені з використанням оригінальних матеріалів. Виняток складатиме лише вступне відео, зроблене цілковито заново. Початково планувалося переробити і сюжет, аби уникнути суперечностей з World of Warcraft. Цим мала зайнятися письменниця Крісті Голден, але фанати Warcraft виступили з проханням лишити оригінальний сюжет незмінним. Також планувалося додати підтримку скриптової мови Lua для створення користувацького контенту та збільшення потужності World Editor. Під час Blizzcon 2019 розпочалося бета-тестування Warcraft III: Reforged. Користувачам доступно перемикатися між оновленою  та оригінальною версіями гри.
Ремастер після виходу зустрів шквал критики, зібравши на агрегаторі Metacritic середню оцінку в 63 бали зі 100 від критиків, і 0,5 з 10 від пересічних гравців. Остання оцінка стала рекордною, зробивши Warcraft III: Reforged найнижче оціненою грою на Metacritic за всю історію. Підставою для цього послугували: невідповідність фінальних кат-сцен на рушієві гри сценам, показаним в анонсах; численні помилки, гальмування та довге завантаження; проблеми із входом до гри; об'єднана інфраструктура онлайнової гри для ремастера та оригіналу; значно урізані онлайнові можливості, такі як створення кланів, турнірний прогрес; нова угода з користувачами, за якою весь користувацький контент тепер належить Blizzard; перешкоджання поверненню коштів при відмові від ремастера.
Через велику кількість запитів на повернення коштів Blizzard організували їх автоматичне виконання.